# Michael Cudlitz
Michael Cudlitz (ur. 29 grudnia 1964 w Nowym Jorku) – amerykański aktor filmowy i telewizyjny.
Ukończył California Institute of the Arts. Debiutował w krótkometrażowej produkcji Crystal ball w 1989. Przez dwa lata występował w serialu młodzieżowym Beverly Hills, 90210. Regularnie zaczął otrzymywać epizodyczne role w serialach telewizyjnych, tj. CSI: Kryminalne zagadki Las Vegas, CSI: Kryminalne zagadki Miami, Skazany na śmierć, Zagubieni. Grał sierżanta Denvera Randlemana w Kompanii braci oraz policjanta Johna Coopera w produkcji Southland. W 2013 dołączył do obsady Żywych trupów w roli Abrahama Forda. Udziela się także jako aktor głosowy, m.in. dubbingując jedną z postaci w grze Call of Duty 2: Big Red One.

## Filmografia
- 1991: 21 Jump Street (serial TV)
- 1992: Krok za krokiem (serial TV)
- 1992: Rzeka wspomnień
- 1992: Beverly Hills, 90210 (serial TV)
- 1993: Dzieciaki, kłopoty i my (serial TV)
- 1993: Smok. Historia Bruce’a Lee
- 1996: Potężne Kaczory 3
- 1996: Renegat (serial TV)
- 1997: Ich pięcioro (serial TV)
- 1997: Zabijanie na śniadanie
- 1998: Negocjator
- 1998: Thirst
- 2001: Kompania braci (serial TV)
- 2002: CSI: Kryminalne zagadki Las Vegas (serial TV)
- 2002: 24 godziny (serial TV)
- 2005: CSI: Kryminalne zagadki Miami (serial TV)
- 2005: Misja: Epidemia (serial TV)
- 2005: Odległy front (serial TV)
- 2005: Skazany na śmierć (serial TV)
- 2006: Potęga strachu
- 2006: Impas (serial TV)
- 2007: Kości (serial TV)
- 2007: Powrót do życia (serial TV)
- 2008: Sekspedycja
- 2008: Zagubieni (serial TV)
- 2009: Southland (serial TV)
- 2009: Nieustraszony (serial TV)
- 2009: Surogaci
- 2013: Żywe trupy (serial TV)